# Telamoptilia
Telamoptilia là một chi bướm đêm thuộc họ Gracillariidae.

## Từ nguyên
Tên gọi có nguồn gốc từ tiếng Hy Lạp telamon (đai) và ptilia (cánh nhỏ).

## Các loài
- Telamoptilia cathedraea (Meyrick, 1908)
- Telamoptilia geyeri (Vári, 1961)
- Telamoptilia hemistacta (Meyrick, 1924)
- Telamoptilia prosacta (Meyrick, 1918)
- Telamoptilia tiliae Kumata & Ermolaev, 1988